# Марта Отребська
Марта Отребська (пол. Marta Otrębska; нар. 7 жовтня 1968, Польща) — польська футболістка, нападниця. Рекордсменка збірної Польщі за кількістю забитих м'ячів.

## Життєпис
Вихованець клубу «Чарні» (Сосновець), у складі якого й розпочала дорослу футбольну кар'єру. Потім грала за норвезький «Крістіанберг». Проте вже незабаром повернулася до «Чарні» (Сосновець), у складі якого вигравала чемпіонат (1997, 1998) та кубок Польщі (1996, 1997, 1998). Потім грала за німецький «Турбіне» (Потсдам) та польський «Медик» (Конін). У 2000 році приєдналася до АЗС (Вроцлав), (шестиразовий чемпіон Польщі 2001-2006, Кубок Польщі 2003 і 2004, фінал Кубку 2002, 2003), після чого перейшла до «Гола» (Ченстохова).
У перших п’яти розіграшах жіночого Кубку УЄФА провела 21 матч, відзначилася 15-ма голами.
Дебютувала за національну збірну 26 червня 1988 року у шостій грі в історії вище вказаної команди. Брала участь у кваліфікації чемпіонату Європи 1991 (також кваліфікація до чемпіонату світу 1991), кваліфікації чемпіонату Європи 1993, кваліфікації чемпіонату Європи 1995 (одночасно кваліфікації чемпіонату світу 1995), кваліфікації чемпіонату Європи 1997, кваліфікації чемпіонату світу 1999 (у класі B), кваліфікації чемпіонату Європи 2005, кваліфікації чемпіонату світу 2003 (клас B), кваліфікації чемпіонату світу 2007 та кваліфікації чемпіонату Європи 2009. Загалом вона провела 101 матч за збірну Польщі та відзначилася 48-ма голами.